# قتل الزوج

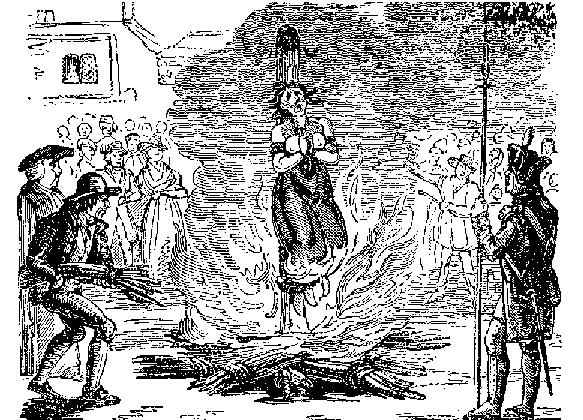
صورة تمثل رجل يقتل زوجته حرقا أمام اهل القبيلة

قتل الزوج هو فعل قتل الزوجة لزوجها. في مصطلحات القانون العام الحالية، يُستخدم كمصطلح للإشارة إلى قتل الزوج أو قتل الزوجة.

## الانتشار
وفقًا لمراكز السيطرة على الأمراض والوقاية منها، شكّل قتل الزوج 30% من إجمالي جرائم قتل شرِيك الحياة في الولايات المتحدة، ولا تشمل البيانات جرائم القتل بالوكالة نيابة عن الزوجة. وجدت بيانات مكتب التحقيقات الفيدرالي من منتصف السبعينيات إلى منتصف الثمانينيات أنه مقابل كل 100 زوج قتل زوجاتهم في الولايات المتحدة، قتل حوالي 75 امرأة أزواجهن، مما يشير إلى نسبة 3: 4 بين قتل الزوجة إلى قتل الزوج.

## القانون العام الإنجليزي
بموجب القانون العام الإنجليزي، كان يعتبر قتل الزوج مجرد خيانة عادية حتى عام 1828، لكن بموجب قانون الخيانة لعام 1790، كانت عقوبة قتل الزوج الإعدام حرقًا.